# Tamilische Schrift
Die tamilische Schrift, auch Tamilschrift (Tamil தமிழ் அரிச்சுவடி tamiḻ ariccuvaṭi), gehört zu den indischen Schriften. Man schreibt mit ihr Tamil, das hauptsächlich im indischen Bundesstaat Tamil Nadu und auf Sri Lanka verbreitet ist. Wie alle indischen Schriften ist die Tamilschrift eine Zwischenform aus Alphabet und Silbenschrift, eine sogenannte Abugida. Sie unterscheidet sich von den anderen Schriften Indiens durch eine geringere Anzahl an Zeichen und den Verzicht auf Ligaturen.

## Geschichte

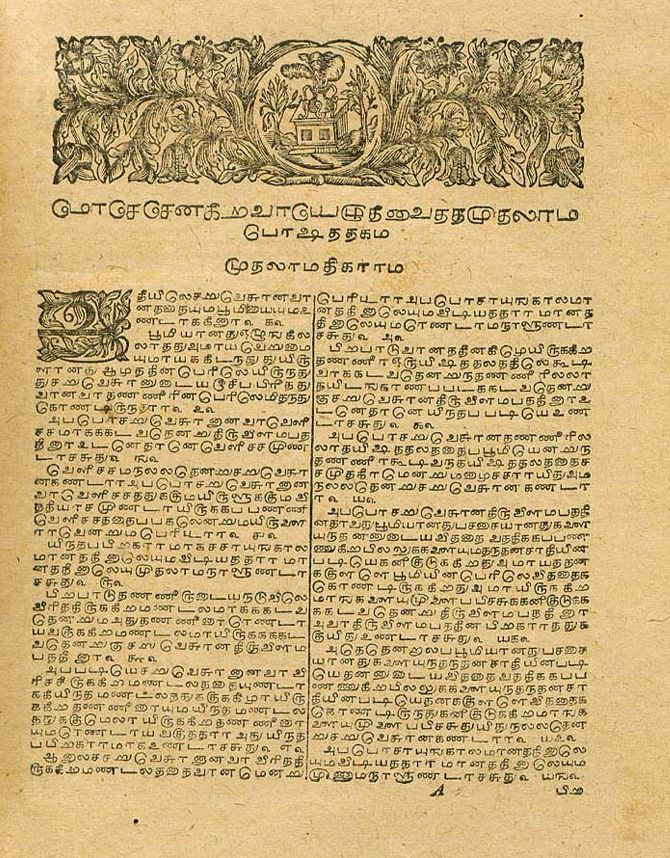
Seite aus der tamilischsprachigen „Tranquebar-Bibel“. Die Bibel wurde von Bartholomäus Ziegenbalg und Benjamin Schultze in die tamilische Sprache übersetzt und im Jahr 1723 in der dänischen Missionsdruckerei in Tharangambadi gedruckt. Das Bild zeigt den Beginn der Genesis.

Mit den übrigen indischen Schriften teilt die Tamilschrift den gemeinsamen Ursprung in der Brahmischrift, die erstmals im 3. Jahrhundert v. Chr. auftaucht. Die ältesten bekannten Sprachzeugnisse des Tamil, eine Reihe von Steininschriften aus dem Jahr 254 v. Chr., sind in einer speziellen Form dieser Schrift abgefasst. Im Laufe der Zeit spaltete sich die Brahmischrift in zahlreiche regionale Varianten auf, die grafisch teils sehr stark voneinander abweichen.
Die heutige Tamilschrift entwickelte sich im 8. Jahrhundert n. Chr. wahrscheinlich aus einer nordindischen Schrift mit starken Einflüssen durch Grantha, in der man Tamil zuvor geschrieben hatte. Die Granthaschrift war über die Pallava- und Cheraschrift aus einer südindischen Brahmivariante entstanden und wird in abgewandelter Form teils heute noch in Südindien verwendet, um Sanskrit, die klassische Sprache des Hinduismus, zu schreiben. Da die Tamilschrift ursprünglich auf Palmblättern geschrieben wurde, entwickelte sie sich von eckigen zu runden Zeichen, da eckige Schriftzüge die Palmblätter gespalten hätten.
Ab dem 16. Jahrhundert entstanden die ersten Druckerzeugnisse in der Tamilschrift durch christliche Missionare. Auf den italienischen Missionar Constantine Beschi (1680–1743) gehen auch einige orthografische Reformen in der Tamilschrift zurück. Er führte zusätzliche Schriftzeichen ein, um die Vokale e und ē sowie o und ō unterscheiden zu können und entwickelte den übergesetzten Punkt, um einen vokallosen Konsonanten von einem solchen mit inhärentem a zu unterscheiden. Eine weitere Rechtschreibreform fand Ende der 1970er Jahre statt, als einige Konsonant-Vokal-Verbindungszeichen regularisiert wurden.

## Verwendung
Wie viele indische Schriften wird die Tamilschrift im Wesentlichen nur für eine Sprache verwendet, das Tamil. Vereinzelt werden auch kleinere im Bundesstaat Tamil Nadu verbreitete Regionalsprachen wie Badaga oder Saurashtri in der Tamilschrift geschrieben. Bei diesen Minderheitensprachen ist die schriftliche Verwendung aber äußerst rar. Selten schreiben tamilische Brahmanen Sanskrit in der Tamilschrift – statt des üblichen Devanagari oder der traditionell in Südindien gebräuchlichen Granthaschrift. Hierbei mussten Sonderzeichen entwickelt werden, um die im Sanskrit vorkommenden zusätzlichen Laute in der Tamilschrift ausdrücken zu können.

## Funktionsprinzip
Die Tamilschrift teilt mit allen anderen indischen Schriften dasselbe Funktionsprinzip. Es handelt sich bei ihr um eine Zwischenform aus Alphabet und Silbenschrift, eine sogenannte Abugida. Die kleinste Einheit der Schrift bildet die Silbe: So besteht das Wort வீடு vīṭu aus den beiden Zeichen வீ vī und டு ṭu. Diese Silbenzeichen setzten sich aber aus jeweils einem Element für den Konsonanten und den Vokal der Silbe zusammen. Das Grundelement bildet dabei ein Konsonantenzeichen mit dem inhärenten Vokal a (z. B. க ka, ம ma). Folgt dem Konsonanten ein anderer Vokal, wird das Konsonantenzeichen durch ein diakritisches Zeichen modifiziert: So ersetzt das Zeichen ி den inhärenten Vokal a durch den Vokal i (z. B. கி ki, மி mi). Diese unselbstständigen Vokalzeichen können nur zusammen mit einem Konsonantenzeichen vorkommen und bilden mit diesem eine feste Einheit.
Nur am Wortanfang werden Vokale durch selbstständige Schriftzeichen dargestellt (z. B: அ a, ஆ ā). Ein „stummer Konsonant“, d. h. ein Konsonant, dem kein Vokal folgt, wird durch einen übergesetzten Punkt (tamilisch புள்ளி puḷḷi) bezeichnet (z. B. க் k). Wie alle indischen Schriften ist auch die Tamilschrift rechtsläufig, d. h., sie wird von links nach rechts geschrieben, und kennt keinen Unterschied zwischen Groß- und Kleinbuchstaben.
Von den anderen indischen Schriften unterscheidet sich die Tamilschrift in zwei Punkten wesentlich: Aufgrund der Phonologie des Tamil, in der die Stimmhaftigkeit und Aspiration nicht bedeutungsunterscheidend sind, verfügt sie über eine wesentlich geringere Anzahl an Zeichen. Zudem kennt die tamilische Schrift keine Ligaturen und verwendet konsequent den übergesetzten Punkt, um Konsonantenverbindungen darzustellen.

## Zeichen
Die Tamilschrift kennt zwölf selbstständige Vokalzeichen und 18 Konsonantenzeichen und dazu das spezielle Konsonantenzeichen āytam. Fünf weitere Konsonantenzeichen, die sogenannten Granthazeichen, werden für Lehnwörter aus dem Sanskrit oder dem Englischen verwendet, werden aber nicht zum Kerninventar der Tamilschrift gerechnet. Durch Kombination der 18 Konsonanten mit den 12 unselbstständigen Vokalzeichen können 216 Konsonant-Vokal-Verbindungszeichen gebildet werden. Insgesamt ergibt sich so also ein Inventar von 247 Zeichen.
In der einheimischen tamilischen Grammatik werden die Vokalzeichen உயிர் எழுத்து uyir eḻuttu („Seelenbuchstaben“), die Konsonanten மெய் எழுத்து mey eḻuttu („Körperbuchstaben“) und die Konsonant-Vokal-Verbindungszeichen உயிர்மெய் எழுத்து uyirmey eḻuttu (etwa: „Buchstaben mit Körper und Seele“) genannt. Um einen einzelnen Buchstaben zu bezeichnen, wird bei kurzen Buchstaben -karam (z. B. மிகரம் mikaram „der Buchstabe mi“) und bei langen Buchstaben -kāram (z. B. ஆகாரம் ākāram „der Buchstabe ā“) angefügt. Um den vokallosen Buchstaben zu bezeichnen, setzt man ein kurzes i- davor (z. B. இக் ik).

### Selbstständige Vokalzeichen
Die selbstständigen Vokalzeichen kommen nur am Wortanfang vor. In nachkonsonantischer Stellung werden hingegen die Konsonanten-Vokal-Verbindungszeichen (siehe unten) verwendet. Nur in der Dichtung können die selbstständigen Vokalzeichen selten auch im Wortinneren vorkommen, um die Dehnung eines Vokals anzuzeigen.
Die Vokalzeichen bezeichnen die zwölf Vokale (fünf Kurzvokale, fünf Langvokale und zwei Diphthonge) des Tamil. Ihre Aussprache hängt teils von ihrer Position im Wort und den umgebenden Konsonanten ab. Eine genaue Beschreibung der verschiedenen Aussprachevarianten findet sich im Artikel Aussprache des Tamil.
| Zeichen | Transliteration | Lautwert          |
| ------- | --------------- | ----------------- |
| அ       | a               | [a], [ʌ], [ə]     |
| ஆ       | ā               | [aː]              |
| இ       | i               | [i], [ɨ]          |
| ஈ       | ī               | [iː], [ɨː]        |
| உ       | u               | [u], [ɯ]          |
| ஊ       | ū               | [uː]              |
| எ       | e               | [e], [je], [ɘ]    |
| ஏ       | ē               | [eː], [jeː], [ɘː] |
| ஐ       | ai              | [ai̯], [ɛi̯]        |
| ஒ       | o               | [ɔ], [ʋɔ]         |
| ஓ       | ō               | [oː]              |
| ஔ       | au              | [au̯]              |

### Konsonantenzeichen
Die 18 Konsonantenzeichen entsprechen weitgehend den konsonantischen Phonemen des Tamil. Da diese Phoneme aber eine große Zahl von positionsgebundenen Allophonen haben, d. h., abhängig von ihrer Stellung im Wort als unterschiedliche Laute realisiert werden, können auch die Konsonantenzeichen mehrere verschiedene Lautwerte haben. Eine genaue Beschreibung der verschiedenen Aussprachevarianten findet sich im Artikel Aussprache des Tamil.
Neben den 18 eigentlichen Konsonantenzeichen kennt die Tamilschrift das spezielle Konsonantenzeichen ஃ ḵ, genannt āytam (ஆய்தம்). Es kommt im Gegensatz zu den übrigen Konsonantenzeichen nie mit nachfolgendem Vokal vor und hat den Lautwert [h]. Das āytam stammt aus dem Alt-Tamil und kommt in der modernen Sprache nur in einigen wenigen Wörtern vor (z. B. அஃறிணை aḵriṇai [ˈahrɨɳɛi̯] „(grammatikalische) Niederklasse, Neutrum“). Bisweilen findet sich in neueren Texten die Praxis, den in englischen Lehnwörtern vorkommenden [f]-Laut, für den es in der Tamilschrift kein eigenes Zeichen gibt, am Wortanfang durch eine Kombination aus āytam und ப் p darzustellen (z. B. ஃபோன் fōṉ „Telefon“, von englisch phone).
| Zeichen | Transliteration | Lautwert           |
| ------- | --------------- | ------------------ |
| ஃ       | ḵ               | [h]                |
| க்       | k               | [k], [ɡ], [x], [ɣ] |
| ங்       | ṅ               | [ŋ]                |
| ச்       | c               | [ʧ], [s], [ʒ]      |
| ஞ்       | ñ               | [ɲ]                |
| ட்       | ṭ               | [ʈ], [ɖ]           |
| ண்       | ṇ               | [ɳ]                |
| த்       | t               | [t̪], [d̪], [ð]      |
| ந்       | n               | [n̪]                |
| ப்       | p               | [p], [b], [β]      |
| ம்       | m               | [m]                |
| ய்       | y               | [j]                |
| ர்       | r               | [ɾ]                |
| ல்       | l               | [l]                |
| வ்       | v               | [ʋ]                |
| ழ்       | ḻ               | [ɻ]                |
| ள்       | ḷ               | [ɭ]                |
| ற்       | ṟ               | [r], [tːr], [dr]   |
| ன்       | ṉ               | [n]                |

### Granthazeichen
Um im Tamil nicht vorkommende Laute in Sanskrit-Lehnwörtern schreiben zu können, hat die Tamilschrift zusätzliche Konsonantenzeichen aus der Granthaschrift entlehnt, die traditionell in Südindien zur Schreibung des Sanskrit verwendet wurde. Heute treten sie auch in Lehnwörtern aus dem Englischen oder anderen Sprachen auf. Es handelt sich bei den Grantha-Zeichen um die vier einfachen Zeichen ஜ் j, ஷ் ṣ, ஸ் s und ஹ் h sowie die Ligatur க்ஷ் kṣ, die meist als eigenständiges Zeichen aufgeführt wird, obwohl es aus zwei Graphemen zusammengesetzt ist. In älteren Texten findet sich bisweilen noch das Grantha-Zeichen ஶ் ś für [ɕ], dieses ist heute aber weitgehend außer Gebrauch geraten.
Manche Autoren widersetzen sich aus sprachpuristischen Gründen dem Gebrauch der Grantha-Zeichen und passen die Lehnwörter in ihrer Lautgestalt an die tamilische Phonologie an (z. B. விட்டுணு viṭṭuṇu statt விஷ்ணு viṣṇu „Vishnu“).
| Zeichen | Transliteration | Lautwert |
| ------- | --------------- | -------- |
| ஜ்       | j               | [ʤ]      |
| ஷ்       | ṣ               | [ʂ]      |
| ஸ்       | s               | [s]      |
| ஹ்       | h               | [ɦ]      |
| க்ஷ்      | kṣ              | [kʂ]     |

### Konsonanten-Vokal-Verbindungszeichen
Um nachkonsonantische Vokale auszudrücken, verwendet man in der Tamilschrift diakritische Zeichen, die sogenannten unselbstständigen Vokalzeichen. Sie bilden mit dem Konsonantenzeichen eine feste Einheit. Grafisch können sie mit dem Konsonantenzeichen verschmelzen oder ihm nach- oder sogar vorangestellt sein. Die Konsonant-Vokal-Verbindungszeichen werden normalerweise regelmäßig gebildet und lassen sich problemlos in ihre einzelnen Komponenten auflösen. Einzig die Laute u und ū werden durch gebundene Vokalzeichen bezeichnet, die vier bzw. sechs verschiedene Varianten haben. In der folgenden Tabelle sind exemplarisch die zwölf Konsonanten-Vokal-Verbindungszeichen mit dem Konsonanten க் k angegeben
| Zeichen | Transliteration | Lautwert         |
| ------- | --------------- | ---------------- |
| க       | ka              | [ka], [kʌ], [kə] |
| கா       | kā              | [kaː]            |
| கி       | ki              | [ki], [kɨ]       |
| கீ       | kī              | [kiː], [kɨː]     |
| கு       | ku              | [ku], [kɯ]       |
| கூ       | kū              | [kuː]            |
| கெ       | ke              | [ke], [kɘ]       |
| கே       | kē              | [keː], [kɘː]     |
| கை       | kai             | [kai̯], [kɛi̯]     |
| கொ       | ko              | [kɔ]             |
| கோ       | kō              | [koː]            |
| கௌ       | kau             | [kau̯]            |

Durch Kombination der 18 Konsonanten mit den 12 unselbstständigen Vokalzeichen können folgende 216 Konsonant-Vokal-Verbindungszeichen gebildet werden.
|     | அ a | ஆ ā | இ i | ஈ ī | உ u | ஊ ū | எ e | ஏ ē | ஐ ai | ஒ o | ஓ ō | ஔ au |
| --- | --- | --- | --- | --- | --- | --- | --- | --- | ---- | --- | --- | ---- |
| க் k | க   | கா   | கி   | கீ   | கு   | கூ   | கெ   | கே   | கை    | கொ   | கோ   | கௌ    |
| ங் ṅ | ங   | ஙா   | ஙி   | ஙீ   | ஙு   | ஙூ   | ஙெ   | ஙே   | ஙை    | ஙொ   | ஙோ   | ஙௌ    |
| ச் c | ச   | சா   | சி   | சீ   | சு   | சூ   | செ   | சே   | சை    | சொ   | சோ   | சௌ    |
| ஞ் ñ | ஞ   | ஞா   | ஞி   | ஞீ   | ஞு   | ஞூ   | ஞெ   | ஞே   | ஞை    | ஞொ   | ஞோ   | ஞௌ    |
| ட் ṭ | ட   | டா   | டி   | டீ   | டு   | டூ   | டெ   | டே   | டை    | டொ   | டோ   | டௌ    |
| ண் ṇ | ண   | ணா   | ணி   | ணீ   | ணு   | ணூ   | ணெ   | ணே   | ணை    | ணொ   | ணோ   | ணௌ    |
| த் t | த   | தா   | தி   | தீ   | து   | தூ   | தெ   | தே   | தை    | தொ   | தோ   | தௌ    |
| ந் n | ந   | நா   | நி   | நீ   | நு   | நூ   | நெ   | நே   | நை    | நொ   | நோ   | நௌ    |
| ப் p | ப   | பா   | பி   | பீ   | பு   | பூ   | பெ   | பே   | பை    | பொ   | போ   | பௌ    |
| ம் m | ம   | மா   | மி   | மீ   | மு   | மூ   | மெ   | மே   | மை    | மொ   | மோ   | மௌ    |
| ய் y | ய   | யா   | யி   | யீ   | யு   | யூ   | யெ   | யே   | யை    | யொ   | யோ   | யௌ    |
| ர் r | ர   | ரா   | ரி   | ரீ   | ரு   | ரூ   | ரெ   | ரே   | ரை    | ரொ   | ரோ   | ரௌ    |
| ல் l | ல   | லா   | லி   | லீ   | லு   | லூ   | லெ   | லே   | லை    | லொ   | லோ   | லௌ    |
| வ் v | வ   | வா   | வி   | வீ   | வு   | வூ   | வெ   | வே   | வை    | வொ   | வோ   | வௌ    |
| ழ் ḻ | ழ   | ழா   | ழி   | ழீ   | ழு   | ழூ   | ழெ   | ழே   | ழை    | ழொ   | ழோ   | ழௌ    |
| ள் ḷ | ள   | ளா   | ளி   | ளீ   | ளு   | ளூ   | ளெ   | ளே   | ளை    | ளொ   | ளோ   | ளௌ    |
| ற் ṟ | ற   | றா   | றி   | றீ   | று   | றூ   | றெ   | றே   | றை    | றொ   | றோ   | றௌ    |
| ன் ṉ | ன   | னா   | னி   | னீ   | னு   | னூ   | னெ   | னே   | னை    | னொ   | னோ   | னௌ    |

Die Grantha-Zeichen bilden folgende Konsonanten-Vokal-Verbindungszeichen:
|       | அ a | ஆ ā | இ i | ஈ ī | உ u | ஊ ū | எ e | ஏ ē | ஐ ai | ஒ o | ஓ ō | ஔ au |
| ----- | --- | --- | --- | --- | --- | --- | --- | --- | ---- | --- | --- | ---- |
| ஜ் j   | ஜ   | ஜா   | ஜி   | ஜீ   | ஜு   | ஜூ   | ஜெ   | ஜே   | ஜை    | ஜொ   | ஜோ   | ஜௌ    |
| ஷ் ṣ   | ஷ   | ஷா   | ஷி   | ஷீ   | ஷு   | ஷூ   | ஷெ   | ஷே   | ஷை    | ஷொ   | ஷோ   | ஷௌ    |
| ஸ் s   | ஸ   | ஸா   | ஸி   | ஸீ   | ஸு   | ஸூ   | ஸெ   | ஸே   | ஸை    | ஸொ   | ஸோ   | ஸௌ    |
| ஹ் h   | ஹ   | ஹா   | ஹி   | ஹீ   | ஹு   | ஹூ   | ஹெ   | ஹே   | ஹை    | ஹொ   | ஹோ   | ஹௌ    |
| க்ஷ் kṣ | க்ஷ  | க்ஷா  | க்ஷி  | க்ஷீ  | க்ஷு  | க்ஷூ  | க்ஷெ  | க்ஷே  | க்ஷை   | க்ஷொ  | க்ஷோ  | க்ஷௌ   |

## Alphabetische Ordnung

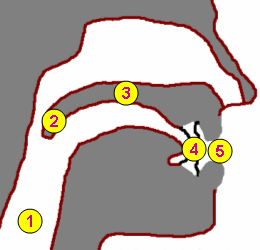
Artikulationsorte nach der indischen Phonetik

Die Alphabetische Ordnung ist in der Tamilschrift anders als im lateinischen Alphabet nicht willkürlich. Wie in allen indischen Schriften beginnt sie mit den selbstständigen Vokalzeichen gefolgt von den Konsonanten, die nach dem Vorbild der Sanskrit-Grammatik phonetischen Gesichtspunkten entsprechend sortiert sind:
- Vokale in der Reihenfolge அ a, ஆ ā, இ i, ஈ ī, உ u, ஊ ū, எ e, ஏ ē, ஐ ai, ஒ o, ஓ ō, ஔ au
- āytam ஃ ḵ
- Konsonanten in Paaren von Verschlusslaut und Nasal nach dem Artikulationsort geordnet:
  - Velare (1): க் k und ங் ṅ
  - Palatale (2): ச் c und ஞ் ñ
  - Retroflexe (3): ட் ṭ und ண் ṇ
  - Dentale (4): த் t und ந் n
  - Labiale (5): ப் p und ம் m
- Halbvokale ய் y, ர் r, ல் l und வ் v
- spezielle Tamil-Zeichen ழ் ḻ, ள் ḷ, ற் ṟ und ன் ṉ ohne Entsprechung im Sanskrit
- Grantha-Zeichen ஜ் j, ஷ் ṣ, ஸ் s, ஹ் h und க்ஷ் kṣ

Bei den Konsonantenzeichen ist zu beachten, dass die vokallosen Konsonantenzeichen den Konsonant-Vokal-Verbindungszeichen vorangehen, பட்டம் paṭṭam „Titel“ steht also vor படம் paṭam „Bild“.

## Weitere Zeichen

### Veraltete Zeichen
In einer 1978 durchgeführten Rechtschreibreform wurden einige gebundene Konsonanten-Verbindungszeichen durch regelmäßigere Formen ersetzt. Die Reform geht auf einen Vorschlag zurück, den der Sozialreformer E. V. Ramasami bereits 1935 gemacht hatte. Heute haben sich die reformierten Zeichen allgemein durchgesetzt. In Texten, die vor der Reform gedruckt wurden, trifft man aber noch die alten Zeichen an. Betroffen sind folgende Buchstaben:
Die Verbindungszeichen aus ṇ-, ṟ-, ṉ- und -ā:
- statt ணா ṇā
- statt றா ṟā
- statt னா ṉā

Entsprechend die Verbindungszeichen mit -o und -ō:
- statt ணொ ṇo
- statt ணோ ṇō
- statt றொ ṟo
- statt றோ ṟō
- statt னொ ṉo
- statt னோ ṉō

Die Verbindungszeichen aus ṇ-, ṉ-, l-, ḷ- und -ai:
- statt ணை ṇai
- statt னை ṉai
- statt லை lai
- statt ளை ḷai

### Sonderzeichen und Abkürzungen
Für das respektvolle Präfix srī wird die spezielle Ligatur ஸ்ரீ verwendet. Daneben existieren für einige Wörter Abkürzungszeichen. Die gebräuchlichsten sind:
- ௳ für தேதி tēti „Datum“
- ௴ für மாதம் mātam „Monat“
- ௵ für வருஷம் varuṣam „Jahr“
- ௹ für ரூபாய் rūpāy „Rupie“
- ௸ für மேற்படி mēṟpaṭi „siehe oben“
- ௺ für நம்பர் nambar „Nummer“

### Ziffern
Die Tamilschrift kennt ursprünglich eigene Zahlzeichen, die aber mittlerweile fast völlig von den europäisch-arabischen Ziffern verdrängt worden sind. Einige der Ziffern gleichen bestimmten Buchstaben, andere haben eigene Formen.
| Zahl   | 1 | 2 | 3 | 4 | 5 | 6 | 7 | 8 | 9 | 10 | 100 | 1000 |
| Ziffer | ௧ | ௨ | ௩ | ௪ | ௫ | ௬ | ௭ | ௮ | ௯ | ௰  | ௱   | ௲    |

## Zeichensetzung
In früherer Zeit wurden im Tamil keinerlei Satzzeichen verwendet. Mittlerweile sind aber die geläufigen westlichen Satzzeichen übernommen worden, es haben sich aber noch keine festen Regeln zu deren Verwendung herausgebildet.

## Kodierung
Der Unicode-Block Tamilisch umfasst den Bereich U+0B80 … U+0BFF.
|     |  | 0       | 1       | 2       | 3       | 4       | 5       | 6       | 7       | 8       | 9       | A       | B       | C       | D       | E       | F       |         |
| B80 |  | [ A 1 ] | [ A 1 ] | ஂ        | ஃ       | [ A 1 ] | அ       | ஆ       | இ       | ஈ       | உ       | ஊ       | [ A 1 ] | [ A 1 ] | [ A 1 ] | எ       | ஏ       |         |
| B90 |  | ஐ       | [ A 1 ] | ஒ       | ஓ       | ஔ       | க       | [ A 1 ] | [ A 1 ] | [ A 1 ] | ங       | ச       | [ A 1 ] | ஜ       | [ A 1 ] | ஞ       | ட       |         |
| BA0 |  | [ A 1 ] | [ A 1 ] | [ A 1 ] | ண       | த       | [ A 1 ] | [ A 1 ] | [ A 1 ] | ந       | ன       | ப       | [ A 1 ] | [ A 1 ] | [ A 1 ] | ம       | ய       |         |
| BB0 |  | ர       | ற       | ல       | ள       | ழ       | வ       | ஶ       | ஷ       | ஸ       | ஹ       | [ A 1 ] | [ A 1 ] | [ A 1 ] | [ A 1 ] | ா        | ி        |         |
| BC0 |  | ீ        | ு        | ூ        | [ A 1 ] | [ A 1 ] | [ A 1 ] | ெ        | ே        | ை        | [ A 1 ] | ொ        | ோ        | ௌ        | ்        | [ A 1 ] | [ A 1 ] |         |
| BD0 |  | ௐ       | [ A 1 ] | [ A 1 ] | [ A 1 ] | [ A 1 ] | [ A 1 ] | [ A 1 ] | ௗ        | [ A 1 ] | [ A 1 ] | [ A 1 ] | [ A 1 ] | [ A 1 ] | [ A 1 ] | [ A 1 ] | [ A 1 ] |         |
| BE0 |  | [ A 1 ] | [ A 1 ] | [ A 1 ] | [ A 1 ] | [ A 1 ] | [ A 1 ] | ௦       | ௧       | ௨       | ௩       | ௪       | ௫       | ௬       | ௭       | ௮       | ௯       |         |
| BF0 |  | ௰       | ௱       | ௲       | ௳       | ௴       | ௵       | ௶       | ௷       | ௸       | ௹       | ௺       | [ A 1 ] | [ A 1 ] | [ A 1 ] | [ A 1 ] | [ A 1 ] | [ A 1 ] |

1. 1 2 3 4 5 6 7 8 9 10 11 12 13 14 15 16 17 18  Codepunkt ist nicht zugewiesen

Daneben werden die 8-Bit Zeichenkodierungen TSCII, TAB/TAM, Bamini und andere benutzt.